# Jan Lucjan Mierzejewski
Jan Lucjan Mierzejewski herbu Szeliga (ros. Иван Павлович Мержеевский, ur. 10 lutego?/22 lutego 1838 w Jędrzejowie, zm. 1 marca?/14 marca 1908 lub 5 marca?/18 marca 1908 w Paryżu) – polski lekarz psychiatra i neurolog, profesor Akademii Medyko-Chirurgicznej w Sankt Petersburgu, tajny radca.

## Życiorys
Syn rejenta Pawła Mierzejewskiego i Janiny Rozalii z Wróblewskich. Dokładna data urodzenia nie jest pewna; nagrobek podaje datę 10 lutego 1838, inne źródła mówią o 23 lutego tego roku. Miał czterech braci, najmłodszy z nich Paweł zginął w powstaniu styczniowym. W 1855 ukończył gimnazjum gubernialne w Lublinie nagrodzony srebrnym medalem. W roku następnym wygrał zorganizowany przez Radę Lekarską Królestwa Polskiego konkurs i otrzymał stypendium na wyjazd do Sankt Petersburga na studia medyczne. W 1861 ukończył studia na Cesarskiej Akademii Medyko-Chirurgicznej, wyróżniony srebrnym medalem. Dzięki bardzo dobrym wynikom studiów uzyskał z miejsca etat młodszego asystenta w klinice psychiatrycznej Jana Balińskiego. W 1864 zdał egzamin na stopień lekarza ze złotym medalem, przyznano mu też nagrodę Busza. Młodszym asystentem w klinice był przez piętnaście lat, do 1876 roku. W 1872 odbył podróż zagraniczną, i specjalizował się w neurologii i psychiatrii w różnych europejskich klinikach, m.in. u Westphala i Virchowa w Berlinie, Henlego i Merkla w Getyndze, Charcot i Duchenne′a w Paryżu. Kolejną podróż zagraniczną przedsięwziął w 1874, pracował wtedy u Meynerta, Leidesdorfa, Kühnego, Arnolda, Guddena, Charcot, Duchenne′a, Vulpiana i Bernarda. W 1876 zastąpił Balińskiego na katedrze psychiatrii i 16 stycznia 1877 został profesorem zwyczajnym psychiatrii i chorób nerwowych. Jego współpracownikami i uczniami byli m.in. Biechtieriew, Daniłło, Erlicki, Popow, Szczerbak, Taczanowski, Greidenberg, Alelekow, Bielakow, Cziż, Blumenau, Anfimow, Timofiejew. Współzałożyciel czasopism „Westnik kliniczeskoj i sudiebnoj psichiatrii i neuropatołogii” i „Archiw dla psichopatołogii”. W 1887 przewodniczył I Zjazdowi Rosyjskich Psychiatrów w Moskwie.
Wieloletni przewodniczący Towarzystwa Psychiatrów Rosyjskich. Członek Rady Lekarskiej Cesarstwa Rosyjskiego i francuskiej Akademii Nauk, honorowy członek Royal College of Psychiatrists. Członek Towarzystwa Lekarskiego Warszawskiego, honorowy członek Towarzystwa Lekarskiego w Krakowie, Towarzystwa Lekarskiego Wileńskiego i Towarzystwa Przyjaciół Nauk w Poznaniu. W 1903 roku zaproponowano mu katedrę psychiatrii i neurologii Uniwersytetu Lwowskiego, odmówił tłumacząc się złym stanem zdrowia. W 1908 roku wyjechał do Paryża na jubileusz Valentina Magnana, w przeddzień uroczystości doznał udaru mózgu, zmarł 1 marca (5 marca wedle inskrypcji z nagrobka). Wspomnienia pośmiertne napisali Blumenau, Popielski, Piltz, Czeczott, Orłowski, Skoczyński. Pochowany jest w Petersburgu.

## Dorobek naukowy
Był autorem 54 prac w języku rosyjskim, polskim, niemieckim i francuskim. Przypisuje mu się powiązanie mikrogyrii z oligofrenią (niepełnosprawnością umysłową). Wspólnie z Magnanem opisał zmiany wyściółki komór mózgowia w porażeniu postępującym.

## Wybrane prace
- Badanie  kliniczne chorych maniakalnych. Gazeta Lekarska (1865)
- Клинические исследования неистовых больных. Диссертация. СПБ, 1865
- O afazyi. Archiw dla sudiebnoj mediciny
- [Postrzeżenia kliniczne nad zmianą materyi przy manii]. Archiw dla sudiebnoj mediciny (1867?)
- Melancholia attonica. Medicinskij Wiestnik, 1870
- Mikroencefalizm. Archiw dla sudiebnoj mediciny 3, 1871
- Die Ventrikel des Gehirns. Centralblatt für die medicinischen Wissenschaften 10 (40), ss. 625-629, 1872
- Études sur les lésions cérébrales dans la paralysie générale. Archives de physiologie normale et pathologique 2, ss. 195-235 (1875)
- Études sur les lésions cérébrales dans la paralysie générale. Paris: G. Masson, 1875
- Note sur les cerveaux d'idiots en général, avec la description d'un nouveau cas d'idiotie. Revue d’anthropologie 5, ss. 21-33, 1876
- O niektórych własnościach mózgu idiotów w ogólności i nowy przypadek idiotyzmu. Medycyna, 1877
- Considérations anatomiques sur les cerveaux d'idiots. Cong. périod. internat. d. sc. méd. Compt.-rend v, 642-651 (1877)
- Researches in Idiocy[11]. 1879
- Recherches anatomo-pathologiques sur l’idiotie. Compte rendu du Congrès international de médecine mentale, 1880
- Przypadek sclerosis lateralis amyotrophica. Pamiętnik Towarzystwa Lekarskiego Warszawskiego (1883)
- Przyczynek do nauki o alkoholizmie. Przegląd Lekarski (1884)
- Przyczynek do nauki o alkoholizmie. Kraków, 1884
- O stosunku szypułki mózgowej do jej czepca w mózgach nieprawidłowo rozwiniętych. Przegląd Lekarski (1882)
- Contribution à l'étude des hallucinations alcooliques. Archives slaves de biologie 1, ss. 433-448 (1886)
- Об условиях, благоприятствующих развитию душевных и нервных болезмей, и о мерах, направленных к их уменьшению, 1887